# Montreuil (Vandea)
Montreuil è un comune francese di 842 abitanti situato nel dipartimento della Vandea nella regione dei Paesi della Loira.

## Società

### Evoluzione demografica
Abitanti censiti